# De pantoffels van meneer Prent
De pantoffels van meneer Prent is een hoorspel van Herbert Lichtenfeld. Herr Print erkennt sich selbst werd op 6 oktober 1967 door Radio Bremen uitgezonden. Anne Ivitch vertaalde het en de VARA zond het uit op zaterdag 3 februari 1968. De regisseur was Jan C. Hubert. Het hoorspel duurde 51 minuten.

## Rolbezetting
- Hans Karsenbarg, Cees van Ooyen & Joke Hagelen (Sjors, Berrie & Janine)
- Willy Ruys & Eva Janssen (drs. Edgar Prent & z’n vrouw Gerda)
- Tonny Foletta, Huib Orizand & Nel Snel (de passagiers)

## Inhoud
Meneer Prent zit in de metro, moe van het werken, soezend. Dat welverdiende, rustige moment wordt echter plots en zonder voorafgaandelijke verwittiging verstoord door enkele individuen, die men werkelijk niet als "burgers" kan bestempelen. Ze noemen hem "dikzak", ze sommen hem de zenuwslopende lievelingsbezigheden van een welstandsburger op; ze provoceren meneer Prent met een scherpzinnig vraag- en antwoordspel. Maar hij zwijgt. Waarom laat een ontwikkeld mens zich door die vlegels zo bejegenen? De rare individuen stappen uit, en nu breekt onder de medereizigers de storm los. Ze vallen Prent aan, die ze voor een lafaard houden. Zijzelf hadden natuurlijk dadelijk ... al bij de eerste onbeschaamde opmerking ... Ze hadden die gasten tot moes geslagen! Meneer Prents hand schiet plots uit. Nu. Te laat, de vlegels zijn al lang uitgestapt. Of is het toch het juiste moment om toe te slaan?